# Фридевальд (Гессен)
Фридевальд (нем. Friedewald) — община в Германии, в земле Гессен. Подчиняется административному округу Кассель. Входит в состав района Херсфельд-Ротенбург. Население составляет 2475 человек (на 31 декабря 2010 года). Занимает площадь 39,65 км².
Община подразделяется на 4 сельских округа.

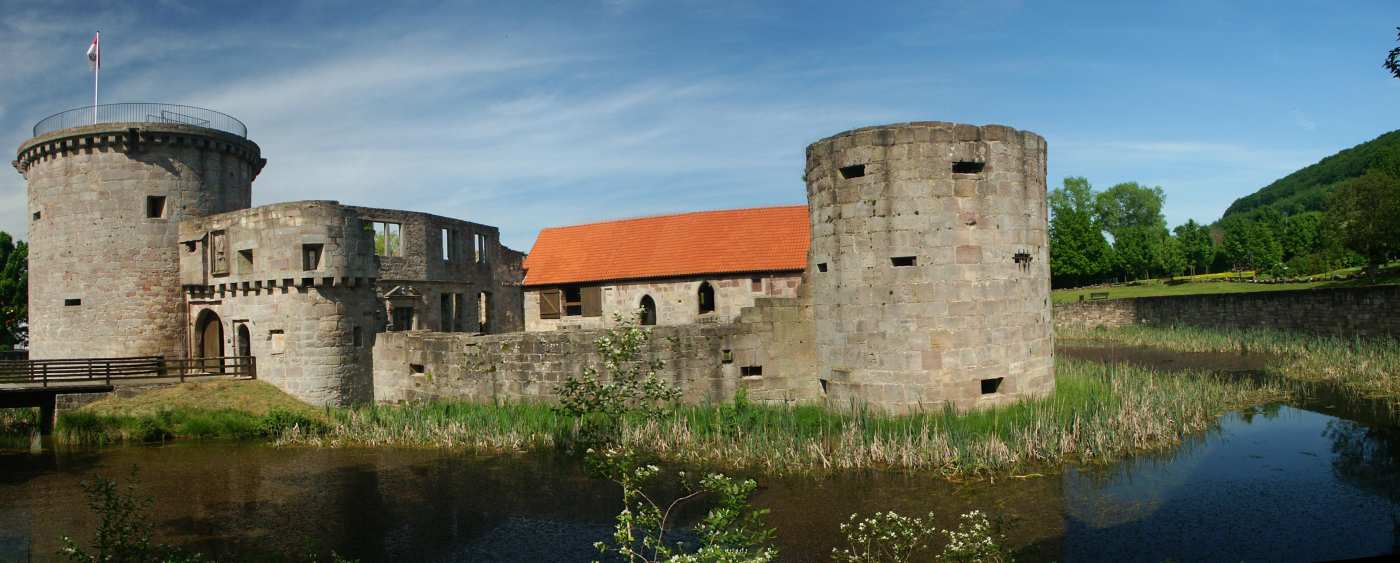
Замок.
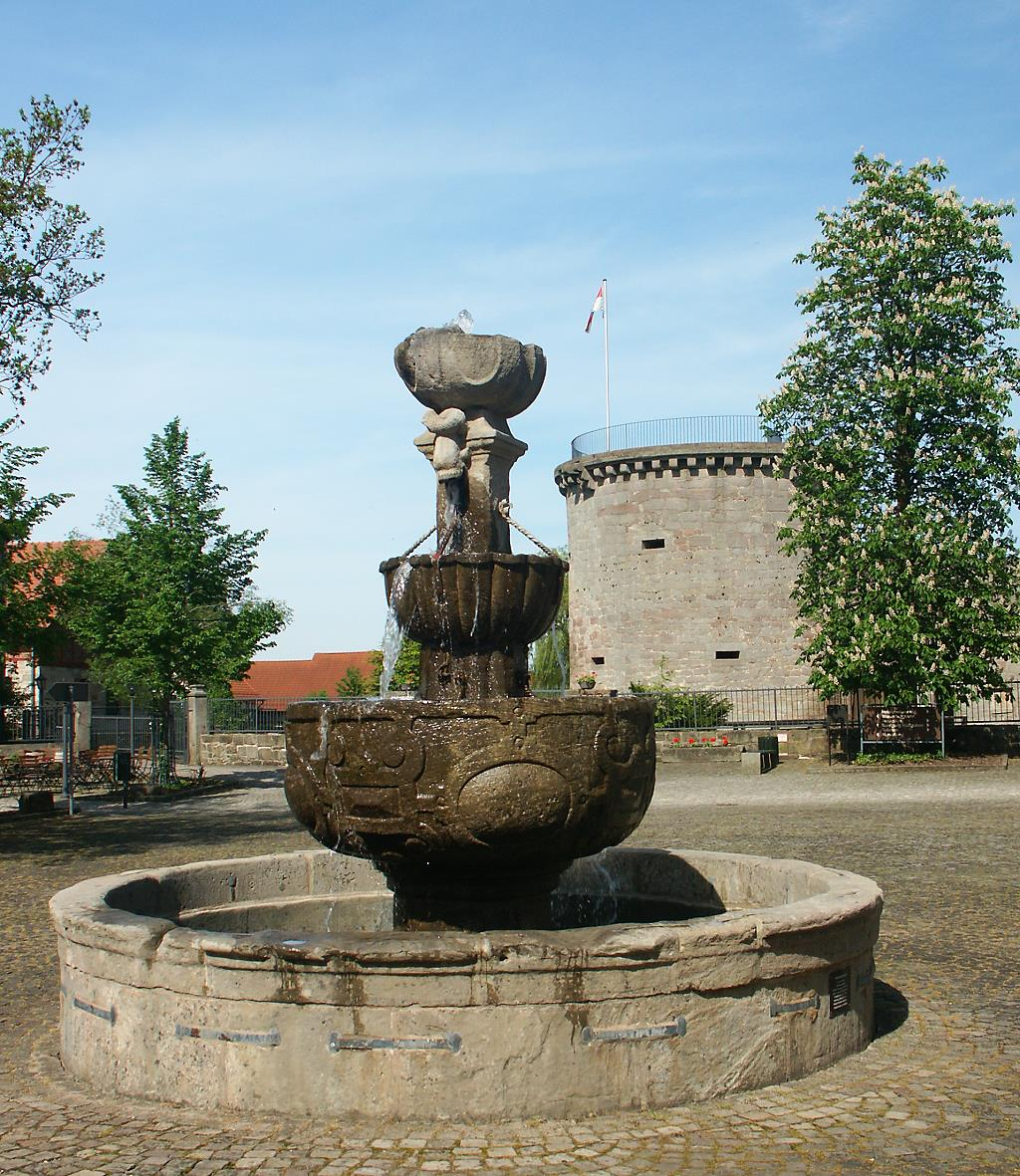
Фонтан